# Legislativrat (St. Helena, Ascension und Tristan da Cunha)

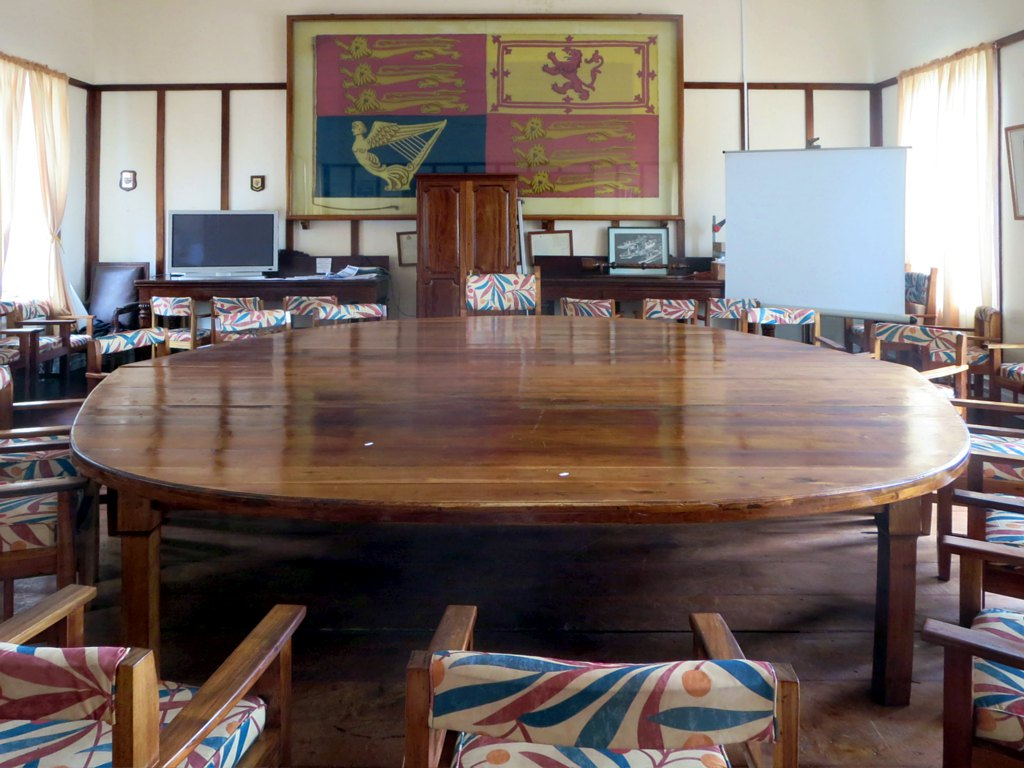
Sitzungskammer

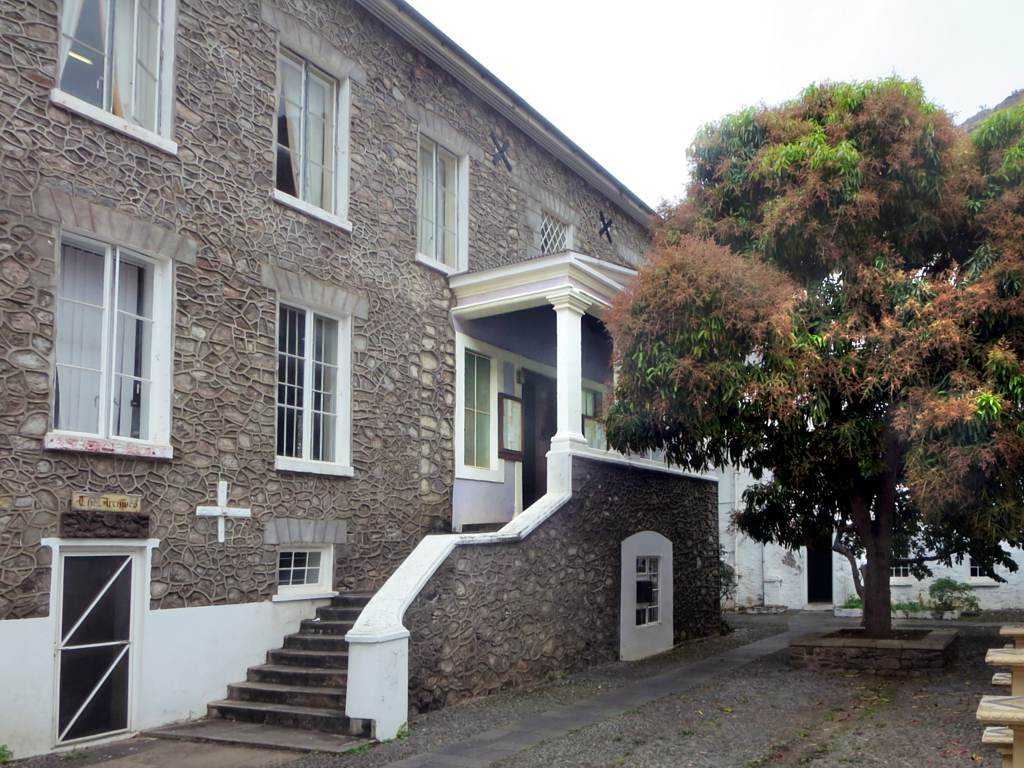
The Castle

Der Legislativrat von St. Helena, Ascension und Tristan da Cunha (englisch Legislative Council) ist das Parlament im Einkammersystem des Britischen Überseegebietes St. Helena, Ascension und Tristan da Cunha. Der Legislativrat, wie auch der Exekutivrat (englisch Executive Council) hat seinen Sitz im The Castle in der Hauptstadt Jamestown.
Der Legislativrat ist zugleich Parlament der Insel St. Helena. Mit dem Inselrat von Ascension und dem Inselrat von Tristan da Cunha verfügen auch die beiden anderen gleichberechtigten Teile des Überseegebietes, Ascension und Tristan da Cunha über eigene Parlamente.
Die letzte Wahl fand am 13. Oktober 2021 statt.

## Abgeordnete
Das Parlament besteht aus 12 alle vier Jahre gewählten Abgeordneten und einen (nicht stimmberechtigten) Mitglied ex officio, der vom Gouverneur ernannt sind. Dieser übernimmt die Position des Attorney General. Bis zur Wahl 2021 waren der Chief Secretary (Chefsekretär) und der Financial Secretary (Finanzsekretär) auch ex officio Mitglieder des Legislativrates. Hinzu kommt ein Parlamentssprecher und sein Stellvertreter, seit 25. Oktober 2021 Cyril Gunnell bzw. Cathy Cranfield.
Der Legislativrat ab 2021 dient erstmals unter eine Ministerialsystem.

### Gewählte Mitglieder seit 2021
Der Chief Minister, die vier Fachminister und der nicht stimmberechtigte Attorney-General bilden den Exekutivrat, der vom Gouverneur geleitet wird.
| Name                            | Bemerkungen                                                      |
| ------------------------------- | ---------------------------------------------------------------- |
| Rosemary June Bargo             |                                                                  |
| Gillian Ann Brooks              |                                                                  |
| Mark Alan Brooks                | Minister für Finanzen, Infrastruktur und nachhaltige Entwicklung |
| Ronald Arthur Coleman           |                                                                  |
| Jeffrey Robert Ellick           | Minister für Sicherheit und Inneres                              |
| Corinda Sebastiana Stuart Essex |                                                                  |
| Martin Dave Henry               | Minister für Gesundheit und Sozialfürsorge                       |
| Robert Charles Midwinter        |                                                                  |
| Christine Lilian Scipio         | Ministerin für Umwelt, natürliche Ressourcen und Planung         |
| Julie Thomas                    | Chief Minister und Ministerin für Bildung                        |
| Karl Gavin Thrower              |                                                                  |
| Andrew James Turner             |                                                                  |

## Parlamentssprecher
| Name                            | Amtszeit (Beginn) | Amtszeit (Ende) |
| ------------------------------- | ----------------- | --------------- |
| John Wainwright Newman          | ?                 | ?               |
| Eric W. George                  | ?                 | 2008            |
| Margaret Anne Catherine Hopkins | 2008              | 2013            |
| Eric Benjamin                   | 2013              | 2021            |
| Cyril Gunnell                   | Oktober 2021      | amtierend       |